# Branchinella denticulata
Branchinella denticulata é uma espécie de crustáceo da família Thamnocephalidae.
É endémica da Austrália. 